# Oscar Magrini
Oscar Magrini (ur. 2 września 1961 w Santos, w stanie São Paulo) – brazylijski aktor telewizyjny, teatralny i filmowy.

## Życiorys

### Kariera
Ukończył studia na wydziale wychowania fizycznego (FEFIS). Pracował jako nauczyciel gimnastyki, a potem dorabiał jako fotomodel, zajmował się reklamą. W wieku 20 lat zadebiutował na ekranie w komedii W Mummers Trapalhões (Os Saltimbancos Trapalhões, 1981) z udziałem komediowej trupy Trapalhões. Potem można go było zobaczyć w m.in. w filmach: Trzymaj serce (Aguenta, Coração, 1984), Przygody Mario Gossipa (As Aventuras de Mário Fofoca, 1992), Gardenia Pachnidło (Perfume de Gardênia, 1992), Dziki kapitalizm (Capitalismo Selvagem, 1993) i Magiczna godzina (A Hora Mágica, 1998). Został także obsadzony w telenoweli Rede Globo Bóg nam pomoże (Deus Nos Acuda, 1992-93).
W 1990 rozpoczął karierę sceniczną. Grał w sztukach: Wyspa dla trójki (Uma Ilha para Três, 1990), Zmarły (A Falecida, 1994), Bar Doce Bar (1998), Punkt Mariany Martins (O Momento de Mariana Martins, 1999), Historia nas wszystkich (A História de Todos Nós, 2000), Prywatne życie Mary Carvalho (Vida Privada, 2000), Reliefem Mamy była Mimo (Socorro Mamãe foi Embora, 2002), Sekrety penisa (Os Segredos do Pênis, 2003), Kłamca jeden (As Mentiras que os Homens Contam, 2005), Isadora Duncan - Taniec ludzi do nauki (Isadora Duncan - É Dançando que a Gente se Aprende, 2007) oraz Szkoła żon (Escola de Mulheres, 2010) Moliera.

## Życie prywatne
W 1990 poślubił aktorkę Matilde Mastrangi. Mają córkę Isabellę (ur. 1991).

## Wybrana filmografia

### filmy
- 1981: W Mummers Trapalhões (Os Saltimbancos Trapalhões)
- 1992: Pachnidło Gardenia (Perfume de Gardênia)
- 1993: Dziki kapitalizm (Capitalismo Selvagem)
- 1997: Glaura (film krótkometrażowy)
- 1998: Klasa Didi  (Didi Malasarte, TV)
- 1999: Magiczna godzina (A Hora Mágica)
- 1999: Walić w TV (Zoando na TV)
- 2000: Dzień Łowiectwa (O Dia da Caça) jako Lineu
- 2003: Didi, amorek nieudolny (Didi, o Cupido Trapalhão) jako Nonô
- 2003: Carandiru jako Mężczyzna 2
- 2008: Gdzie będzie chodzić Dulce Veiga? (Onde Andará Dulce Veiga?) jako Alberto Veiga

### TV
- 1992-93: Bóg nam pomoże (Deus Nos Acuda) jako Marco
- 1993: Tajemnice piasków (Mulheres de Areia) jako Vítor
- 1995: Cztery do czterech (Quatro por Quatro) jako Gutierrez
- 1995: Uczniowie pana rektora (As Pupilas do Senhor Reitor) jako Augusto Varela
- 1996: Dziedziczna nienawiść (O rei do gado) jako Ralf
- 1997: Twoja decyzja (Você Decide) jako Orlando
- 1998: Dona Flor i jej dwóch mężów (Dona Flor e Seus Dois Maridos) jako Pablo
- 1998: Twoja decyzja (Você Decide)
- 1998: Wieża Babel (Torre de Babel) jako Gustinho da Silva / Johnny Percebe
- 1999: Sai de Baixo jako Policjant
- 1999: Vila Madalena jako Aricanduva
- 1999: Twoja decyzja (Você Decide)
- 2000: Znaki męki (Marcas da Paixão) jako Sílvio Ramos
- 2001: Pani Waters (A Senhora das Águas) jako Lucas da Silva Lobo
- 2001: Chciwość (Ganância) jako Filipe
- 2002: Esperança jako Humberto
- 2003: Canavial pasji (Canavial de Paixões) jako Agenor Mello
- 2004: Cabocla jako kpt. Macário
- 2004: Gorąca linia (Linha Direta) jako Fernando Melo Viana
- 2005: Malhação jako Júlio César
- 2006: Panna dziedziczka (Sinhá Moça) jako Manoel
- 2006-2007: Zwiedzanie w Jaca (Pé na Jaca) jako Palhares
- 2007: Duszny raj (Paraíso Tropical) jako Vanderlei
- 2007-2008: Dwie twarze (Duas Caras) jako Gabriel
- 2008: Biznes w Chinach (Negócio da China) jako Mauro
- 2009: Paraíso jako Falcone
- 2010: W kształcie ustawy (Na Forma da Lei) jako Nelson Guimarães
- 2012: As Brasileiras
- 2012: Avenida Brasil
- 2012-2013: Zdrowyś Jerzy (Salve Jorge) jako Pułkownik Geraldo Nunes
- 2014: Rodzina (Em Família) jako Ramiro